# 28196 Szeged
28196 Szeged (1998 XY12) là một tiểu hành tinh vành đai chính được phát hiện ngày 15 tháng 12 năm 1998 bởi K. Sárneczky và L. Kiss ở Piszkéstető.